# Heksapolis

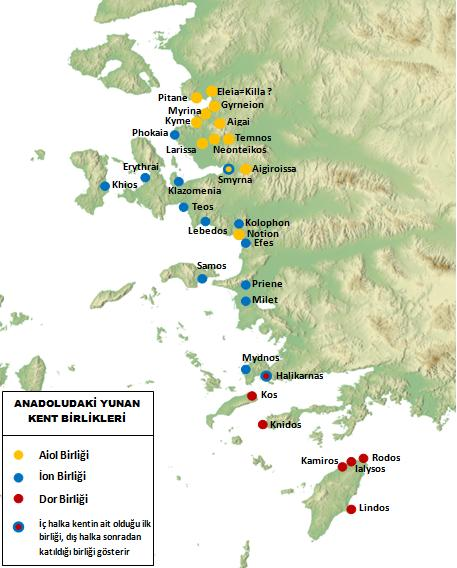
Związki greckich polis w Azji Mniejszej. Kolorem żółtym oznaczono miasta eolskie, niebieskim jońskie, czerwonym doryckie heksapolis.

Heksapolis – nazwa związku sześciu miast doryckich założonych w Azji Mniejszej.
W skład związku istniejącego w IX wieku p.n.e. wchodziły następujące miasta: Lindos, Kamejros, Ialissos, Halikarnas, Kos i Knidos. Miasta organizowały odbywającą się w Knidos olimpiadę dorycką. W czasie wojny peloponeskiej stanęły po stronie Sparty.